# 圣克里斯托夫 (厄尔-卢瓦省)
圣克里斯托夫（法語：Saint-Christophe，法語發音：[sɛ̃ kʁistɔf]）是法国厄尔-卢瓦省的一个市镇，位于该省南部，属于沙托丹区。

## 地理
圣克里斯托夫（48°7'37"N, 1°21'59"E）面积6.13 平方千米，位于法国中央-卢瓦尔河谷大区厄尔-卢瓦省，该省份为法国北部内陆省份，北起顺时针与厄尔省、伊夫林省、埃松省、卢瓦雷省、卢瓦-谢尔省、萨尔特省和奧恩省接壤。
与圣克里斯托夫接壤的市镇（或旧市镇、城区）包括：博讷瓦勒、卢瓦河畔圣莫尔、莫莱昂、多讷曼圣马梅斯、马尔布埃、弗拉塞。

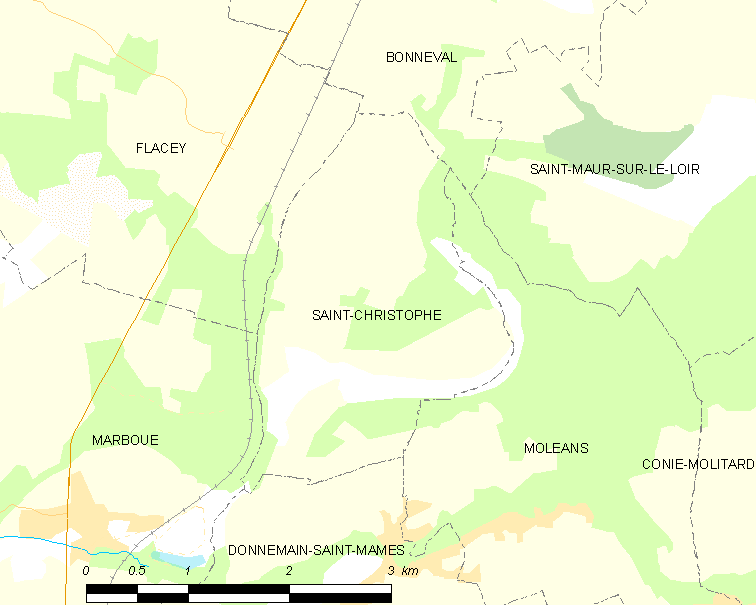
的OSM定位图

圣克里斯托夫的时区为UTC+01:00、UTC+02:00（夏令时）。

## 行政
圣克里斯托夫的邮政编码为28200，INSEE市镇编码为28329。

## 政治
圣克里斯托夫所属的省级选区为沙托丹县。

## 人口

1962-2008年间人口变化图示

圣克里斯托夫于2022年1月1日时的人口数量为148人。